# Fiston Mbuyi
 Fiston Mbuyi Malemba, né le 27 décembre 1987 à Mbuji-mayi, est un chanteur, auteur-compositeur-interprète d'afro-gospel congolais,.

## Carrière musicale
Fiston Mbuyi est né dans le chef-lieu de la province du Kasaï-Oriental en République Démocratique du Congo, il participe en 2010 à la première édition de la télé réalité Vodacom super-star, par ses prestations, il est parmi les favoris de cette première saison mais il perd en finale face à Innoss'B. Grâce à cette compétition, il devient connu du public, une expérience qui lui permet de se propulser dans sa carrière,. Fiston Mbuyi convertit sa musique de pop en gospel urbain,.

## Discographie

### Singles
- 2019:Yaya[8].
- 2021:Surpris[9], Zu'a nioso.
- 2022:This Mama.